# Бава (місячний кратер)
Кратер Бава (лат. Bawa) — маленький кратер, розташований в області північно-західного узбережжя Озера Самотності на зворотному боці Місяця. Названий за африканським чоловічим ім'ям, назву затвердив Міжнародний астрономічним союзом у 1976 році.

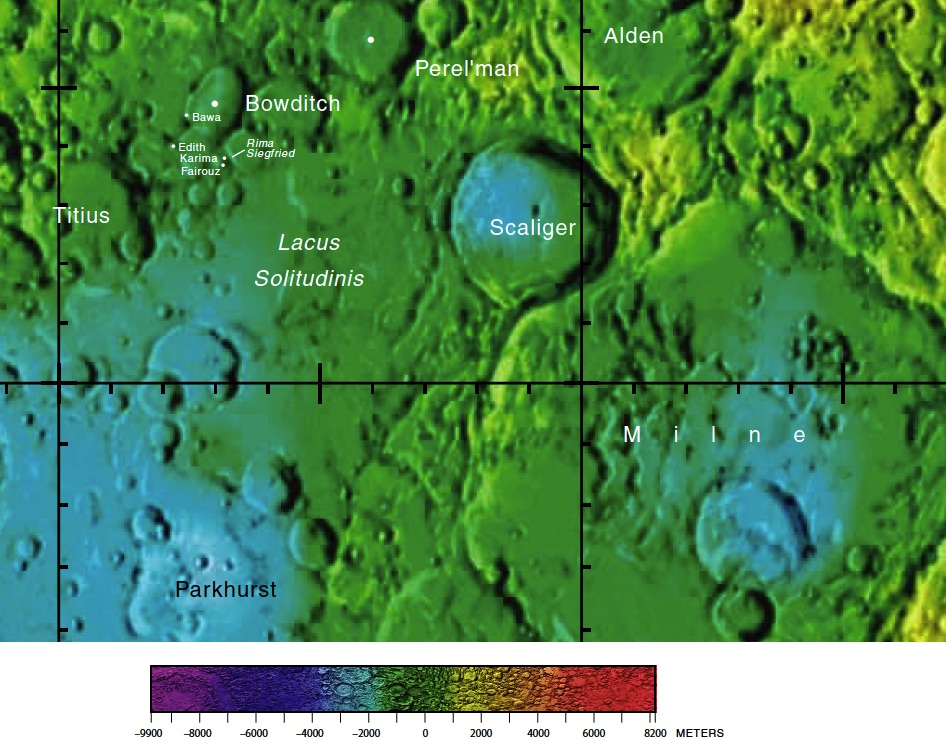
Околиці кратера Бава. Фрагмент карти зворотного боку Місяця

Кратер примикає до західної частини валу кратера Боудич. На півдні- південному заході від кратера розташований кратер Едіт, на півдні-південному сході — кратери Каріма і Фейруз, на південному сході — борозна Зигфріда. Селенографічні координати центра кратера — 25°17′ пд. ш. 102°34′ сх. д. / 25.28° пд. ш. 102.56° сх. д., діаметр 1,6 км, глибина — 0,1 км .
Висота валу кратера над навколишньою місцевістю становить 40 м, об'єм кратера приблизно 0,04 км3.